# 大阪中立銀行

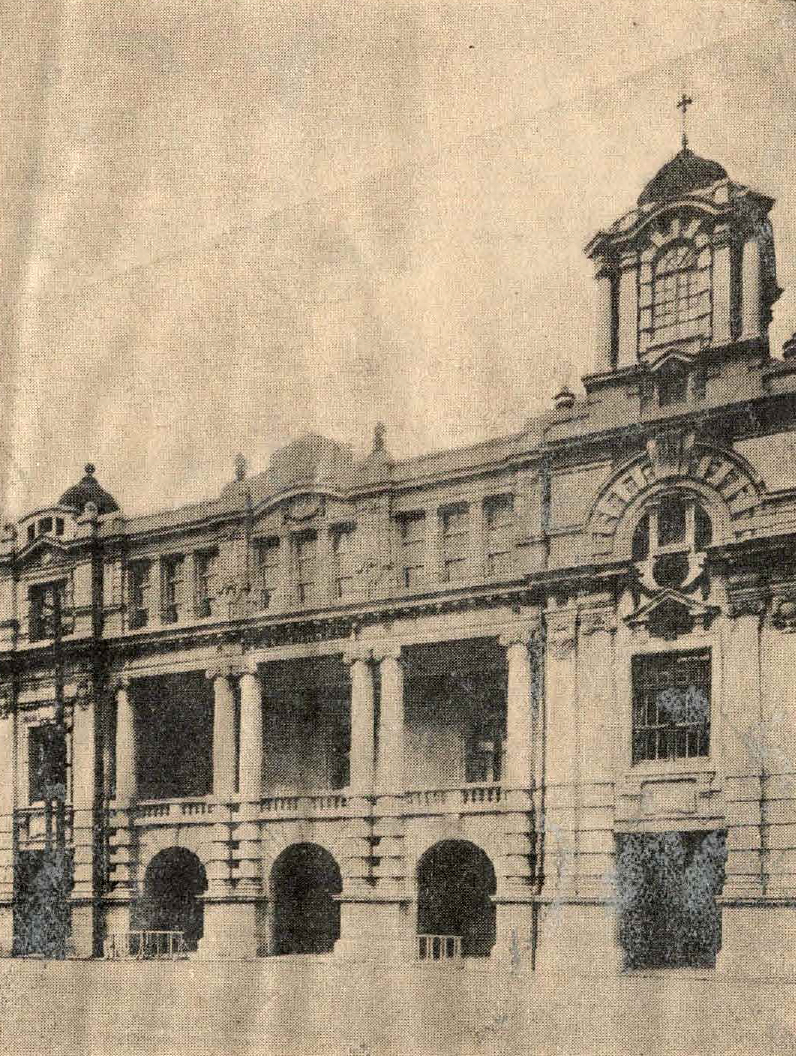
大阪中立銀行

大阪中立銀行（日语：おおさかちゅうりつぎんこう）是日本曾經存在的銀行。日治時期，日本銀行在台北設立出張所之前，在台灣從事國庫業務。三菱東京UFJ銀行的前身之一。

## 沿革
- 1894年（明治27年）7月：設立於大阪。
- 1895年（明治28年）9月：在基隆設立「基隆出張所」。此為台灣第一間銀行。
- 1896年（明治29年）3月：改稱「日本中立銀行」。設置台北（5月）、台南（6月）出張所。
- 1896年（明治29年）12月：日本銀行台北出張所設立，本行轉為從事普通銀行業務。
- 1899年（明治32年）1月：與三十四銀行合併。

## 關連項目
- 台灣銀行
- 三和銀行